# Kristijna Loonen
Kristijna Loonen (* 26. Juli 1970) ist eine niederländische Langstreckenläuferin.

## Karriere
1992 und 1996 trat sie für ihr Land bei den Crosslauf-Weltmeisterschaften an und kam auf den 83. bzw. 68. Platz. 1995 und 1998 nahm sie an den Halbmarathon-Weltmeisterschaften teil und belegte den 58. bzw. 41. Platz. Ihre Bestzeit im Halbmarathon stellte sie 1996 mit 1:12:58 h in Haarlem auf.
2004 wechselte sie auf die Marathonstrecke und wurde Neunte beim Rotterdam- und Vierte beim Amsterdam-Marathon. 2005 wurde sie niederländische Meisterin im 10.000-Meter-Lauf, Fünfte beim Rotterdam-Marathon in ihrer persönlichen Bestzeit von 2:33:28 h und Zweite beim Amsterdam-Marathon in 2:34:08 h. Im darauffolgenden Jahr wurde sie als Gesamtzehnte des Rotterdam-Marathons niederländische Marathonmeisterin. Aus dem Aufgebot für die Leichtathletik-Europameisterschaften 2006 wurde die wegen ihres extremen Temperamentes auch als „De Vulkaan“ („der Vulkan“) bezeichnete Läuferin jedoch vom Niederländischen Leichtathletikverband wegen wiederholten unsportlichen Verhaltens (nämlich unkontrollierter Wutausbrüche bei Wettkämpfen) gestrichen.
2007 gewann sie den Barcelona-Marathon sowie den San-Sebastián-Marathon und wurde Zweite beim Lausanne-Marathon. 2008 siegte sie beim Antalya-Marathon.